# پیکچر بییوت
پیکچر بییوت (به انگلیسی: Picture Butte) یک منطقهٔ مسکونی در کانادا است که در آلبرتا واقع شده‌است. پیکچر بییوت 1930 نفر جمعیت دارد و ۹۰۵ متر بالاتر از سطح دریا واقع شده‌است.